# Arelidhemmet
Arelidhemmet är en byggnad i Arelid i Alingsås kommun. Den byggdes ursprungligen som privatbostad och läkarmottagning av läkaren och stadsfullmäktige Manne Bergengren i början av 1900-talet och ligger nära Arelid hållplats som anses ha ett viktigt kulturhistoriskt värde på grund av sin utformning och sin närmiljö. Byggnaden har under sin långa historia ofta använts för olika slags vårdinrättningar vilket gör byggnaden viktig ur ett medicinhistoriskt perspektiv.

## Tidig historia
Tomten, där Arelidhemmet ligger, köptes av  Bergengren 1905 efter att han blivit förtjust i utsikten och omgivningarna under sina resor som järnvägsläkare. 
Under åren 1912–1917 byggde Bergengren det som idag är den nuvarande byggnaden. Huset övre plan användes som privatbostad för och det nedre planet tjänstgjorde som hans privata mottagning fram till hans död 1923.

## Arelidhemmets senare historia
Efter Bergengrens död omvandlades Arelidhemmet till Pensionat Anten och verksamheten bedrevs mellan 1923 och 1927.
År 1927 övergick byggnaden till att vara ett konvalescenthem, Arelidhemmet, för sjuka barn, en verksamhet som ansågs vara ett modernt sätt att behandla barn med långvariga sjukdomar. Metoden gick ut på att ge barnen lugn och ro, vila, näring och mycket frisk luft. 
Silfa Fabriks AB i Alingsås köpte Arelidhemmet och omvandlade det till ett semesterboende för sina anställda. Semesterboendet var i företagets ägo under åren 1948–1955.
År 1955 tog Röda Korset över byggnaden och genomförde omfattande renoveringar för att anpassa verksamheten. År 1959 var man färdig och öppnade sin verksamhet som tog emot cp-skadade och astmasjuka barn. Senare övergick verksamheten till att ta emot vuxna under konvalescens.
År 2007 köptes fastigheten och omvandlas till privat korttidsboende för personer med neurologiska funktionsnedsättningar.